# NGC 7041B
NGC 7041B (другое обозначение — PGC 129672) — галактика в созвездии Индеец.
Этот объект не входит в число перечисленных в оригинальной редакции «Нового общего каталога» и был добавлен позднее.